# Arabski Związek Pocztowy
Arabski Związek Pocztowy, APU (ang. Arab Postal Union) – powstał w 1954 roku w celu ulepszenia międzynarodowego ruchu pocztowego. Państwami założycielskimi były: Arabia Saudyjska, Egipt, Irak, Jemen, Jordania, Liban, Libia, Syria. Obecnie wszystkie kraje arabskie korzystają z usług APU.